# Economía post-escasez
La post-escasez es una forma alternativa de economía o de sociedad en la cual los bienes, servicios e información son universalmente accesibles. Para ello sería necesario un sofisticado sistema de reciclaje de recursos, junto con los sistemas de automatización industrial con tecnología avanzada capaces de convertir las materias primas en bienes acabados.

## El modelo de escasez
La escasez es el supuesto económico fundamental de tener necesidades humanas aparentemente ilimitadas, en un mundo de recursos limitados. Afirma que la sociedad tiene recursos productivos suficientes para cumplir con todos los deseos y las necesidades humanas. Alternativamente, la escasez implica que no todos los objetivos de la sociedad se pueden perseguir al mismo tiempo; compensaciones se hacen de un bien en contra de otros.

## Medios

### Automatización industrial avanzada
La automatización industrial proveniente de la tecnología avanzada, tales como los últimos avances en robótica, informática y electrónica, podría ser capaz de producir y reproducir la mayoría de los bienes físicos que la gente necesita y desea, con una mínima o nula cantidad de trabajo humano necesario.
Promoviendo así un trabajo voluntario, especialmente dirigido a áreas de innovación y administración productiva, tales como la Ingeniería industrial o diferentes campos de la ciencia.

### Laboratorios de fabricación
Estos son espacios o tipos de producción de objetos físicos, que funcionan a escala personal o local, donde se agrupan de manera estructural máquinas administradas por ordenadores. Sus particulares características residen en un alto grado de automatización, tamaño específico y en una fuerte vinculación directa con la sociedad.
Estos generalmente están equipados con una serie de herramientas controladas por ordenadores flexibles que cubren varias escalas de longitud diferentes y diversos materiales, con el objetivo de hacer "casi cualquier cosa".

### Abundancia digital
Sostener y ampliar el modelo de software libre para crear mediante colaboración programas de software libre, promoviendo abundancia y variedad. Este modelo subyace en un código fuente hecho público y en permisos concedidos para que los usuarios puedan replicar libremente el software. Richard Stallman, el fundador del proyecto GNU que diseñó el sistema operativo de software libre, y cofundador del movimiento del software libre, ha citado deliberadamente la eventual creación de una sociedad post-escasez como una de sus motivaciones.

### Tecnología especulativa
La mayoría de las visiones de las sociedades post-escasez asumen la existencia de nuevas tecnologías hacen que sea mucho más fácil para la sociedad producir casi todos los productos en gran abundancia, dadas las materias primas y la energía. Las formas más especulativas de nanotecnología (como ensamblador molecular) plantean la posibilidad de dispositivos que se pueden fabricar de forma automática todos los bienes específicos dadas las instrucciones correctas y las necesarias materias primas y energía.
También en cuanto a abundancia de materias primas y energías necesarias como entrada para estos tipo de sistemas de producción post-escasez, se podría ver en un futuro, mediante los avances en exploración espacial, plantas mineras automatizadas y autorreplicantes (véase Máquina autorreplicante) establecidas en cinturones de asteroides (véase Minería de asteroides) u otras áreas del espacio con enormes cantidades de materias primas sin explotar podrían causar que la escasez de estos materiales sea inexistente.
Las nuevas fuentes de energía, como la Fusión nuclear o de satélites de energía solar podrían hacer lo mismo para la energía, especialmente si los satélites o plantas de energía en potencia podrían ser construidos de una manera altamente automatizada.

## Efectos

### Paradigma económico
La economía de mercado o la economía planificada pueden ser innecesarias en una era post-escasez, aunque la economía del don podría ocupar sus lugares una vez que la escasez que conduce a las anteriores economías desaparece. También en las sociedades post-escasez podrían haber economías de mercado limitadas al intercambio de energía y recursos, o de otras cosas escasos o incluso no materiales, como el estado o la reputación, bienes raíces, o las habilidades y experiencia. 
Muchas variantes de ciencia ficción imaginaron que el concepto mismo de la propiedad se debilitaría o incluso desaparecería, ya que las personas perderían el apego a todos sus bienes (a excepción de los artículos de valor sentimental), a sabiendas de que siempre van a ser capaces de recibir o reemplazar estos.
Los sistemas monetarios en consecuencia también dejan de ser un factor. Muchas historias ilustran estos cambios como un avance positivo, la liberación de la humanidad de tanto esfuerzo y la codicia. Otros postulan que la producción de la entrega y la mayoría de los otros servicios a través de las máquinas y las computadoras podrían atrofiar el espíritu de la humanidad, o incluso llevar a una pérdida de control sobre el propio destino de la misma.

### Escasez inevitable
Algunas cosas seguirían siendo limitadas en su suministro, aun en una sociedad post-escasez. Hay un límite práctico para el número de personas que pueden vivir en un lugar específico. Sin embargo, las máquinas hipotéticas como las nanofábricas prevén ser capaces de producir cualquier artefacto en el mundo real, y algunas ficciones incluso prevén la creación física de un nuevo espacio de vida para reducir esta escasez. Esto probablemente reduciría aún más (aunque no eliminar totalmente) el valor de un elemento "original" o una configuración regional específica para vivir. Los ingenieros han sugerido estructuras a mega escala, como un disco Alderson o Esfera de Dyson para proporcionar abundante espacio de vida y energía. 
También en caso de que la realidad virtual inmersa desarrollara una realidad con tanta precisión que no se podía distinguirla del mundo físico, la cantidad de espacio virtual disponible se incrementaría enormemente. Dado que uno no necesita simular el mundo a un nivel cuántico para que este se parezca completamente real, una realidad simulada que parece totalmente real para un usuario podría ser simulada en un equipo mucho más pequeño que el espacio simulado.
El crecimiento demográfico, si continúa el tiempo suficiente, también daría lugar a la escasez inevitable. Concepto que ha sido señalado por Thomas Malthus, Paul R. Ehrlich, Albert Allen Bartlett, y otros, donde el crecimiento exponencial de la población tiene la capacidad de abrumar los suministros finitos de los respectivos recursos del planeta, en muy poco tiempo.
En la actualidad, la tasa global de fecundidad es alta en los países pobres con escasa infraestructura de salud, donde por otro lado prácticamente todos los países de la Organización para la Cooperación y el Desarrollo Económicos (OCDE) tienen actualmente una tasa global de fecundidad que está por debajo de los niveles de reemplazo, lo que implica una disminución de la población occidental.